# Ludwig Tacke
 (février 2025).
Si vous disposez d'ouvrages ou d'articles de référence ou si vous connaissez des sites web de qualité traitant du thème abordé ici, merci de compléter l'article en donnant les références utiles à sa vérifiabilité et en les liant à la section « Notes et références ».
Ludwig ou Louis Tacke (né le 6 décembre 1823 à Brunswick, mort le 22 juillet 1899 dans la même ville) est un peintre allemand.

## Biographie
Tacke est étudiant au Collegium Carolinum de Brunswick de 1838 à 1849, où Heinrich Brandes lui enseigne la peinture de paysage. Il continue de se former à l'académie des beaux-arts de Düsseldorf de 1849 à 1853 puis à Munich auprès de Karl von Piloty. Il fait des voyages à Bamberg, Nuremberg et Meissen ainsi que dans les Alpes. Il revient à Brunswick en 1860.
Son œuvre comprend des représentations historiques des monuments du Moyen Âge à Brunswick et de l'histoire de la ville. Le musée de la ville de Brunswick (de) possède de nombreux tableaux de Tacke.